# Ludwik Ćwiklicer
Ludwik Ćwiklicer, także Cwiklicer (ur. 1849 w Krakowie, zm. 7 grudnia 1911 tamże) – polski lekarz z tytułem doktora, burmistrz, działacz społeczny i ochotniczych straży pożarnych.

## Życiorys
Urodził się w 1849 w Krakowie. W Krakowie ukończył gimnazjum i studia medyczne na Uniwersytecie Jagiellońskim uzyskując tytuł naukowy doktora w 1878. Jako lekarz był przypisany w Krakowie do ulicy Floriańskiej 266. Praktykował w Szpitalu św. Łazarza w Krakowie. Został lekarzem i kierownikiem szpitala w Podhajcach, gdzie wybrano go także burmistrzem miasta. Pod koniec 1881 przeniósł się do Dobromila, gdzie objął funkcję lekarza miejskiego, a w 1882 lekarza salinarnego i pozostawał na tym stanowisku do 1906. W 1895 pracował jako lekarz w c. k. zarządzie salinarnym w Lacku. W 1893 został wybrany na urząd burmistrza Dobromila i sprawował go do śmierci. Podczas urzędowania założył w mieście kasę oszczędności, w tym czasie wybudowano dwie szkoły, rzeźnię, kółko rolnicze, ochronkę dla sierot, nowe budynki. Podczas gdy obejmując urząd zastał miasto Dobromil z deficytem, pozostawił je z majątkiem ok. miliona koron. Był członkiem wydziału powiatu dobromilskiego. Jednocześnie pracował jako lekarz przy urzędzie miejskim. W mieście był autorem pomysłu stróżowania publicznych drzew w mieście przez woźniców. Pełniąc funkcję burmistrza działał w Związku 37 Miast.
Został członkiem pierwszej Rady Izby Lekarskiej w Krakowie w 1893, później wybrany w 1902. W sierpniu 1905 został wybrany na kolejne trzechlecie na członka Izby Lekarskiej Zachodnio-Galicyjskiej z okręgu Sanok-Brzozów-Lisko-Dobromil (jego zastępcą był dr Karol Zaleski), był członkiem wydziału Izby Lekarskiej Zachodnio-Galicyjskiej. Był członkiem Towarzystwa Lekarzy Galicyjskich, działał w sekcji TLG w Sanoku i w 1901 został wybrany jej przewodniczącym. Brał udział Zjazdach Lekarzy i Przyrodników Polskich w Krakowie. Jako reprezentant zarządu powiatowych kółek rolniczych był członkiem Chrześcijańskiego Stowarzyszenia Spożywczego w Przemyślu. Był delegatem i członkiem rady nadzorczej ludowego Towarzystwa Wzajemnych Ubezpieczeń „Wisła”. W 1905 był sygnatariuszem odezwy lekarzy polskich o charakterze antyalkoholowym.
Podczas studiów uniwersyteckich wstąpił do ochotniczej straży pożarnej. Został działaczem i organizatorem ochotniczych straży pożarnych na obszarze zaboru austriackiego w ramach autonomii galicyjskiej. Był współorganizatorem Krajowego Związku Ochotniczych Straży Pożarnych w Galicyi i Lodomeryi z Wielkim Księstwem Krakowskiem, w którym był członkiem rady zawiadowczej od 1887, od 1900 drugim zastępcą naczelnika, od 1904 zastępcą naczelnika. Był założycielem oddziałów o. s. p. w miastach i na wsiach. Był założycielem Związku Straż Pożarnych we Lwowie. Działał na rzecz ujednolicenia, unowocześnienia oraz wyposażenia oddziałów strażackich. W 1872 pełnił funkcję sekretarza podczas zjazdu straży ogniowych galicyjskich w Wieliczce. Pełnił stanowisko naczelnika ochotniczej straży pożarnej w Dobromilu od 1884. Działał w związku okręgowym ochotniczej straży pożarnej w Przemyślu. W 1903 zasiadł w zarządzie OSP VII okręgu Tarnopolskiego. W sierpniu 1903 uczestniczył w zjeździe ochotniczy straży ogniowych w Pradze, gdzie przemawiał w imieniu Polaków. Działał w komisjach podczas Krajowego Zjazdu Strażackiego w Sanoku 23 lipca 1904. W maju 1906 był dyrektorem powiatowego kursu pożarniczego w Dobromilu. Kierował komitetem redakcyjnym czasopisma „Przewodnik Pożarniczy".
W 1897 został odznaczony odznaką za 30-letnią bez przerwy „wierną i walną” służbę strażacką. W tym czasie był najstarszym strażakiem w Galicji. Otrzymał tytuły honorowego obywatelstwa Podhajec i Dobromila. W 1898 został odznaczony Złotym Krzyżem Zasługi Cywilnej z Koroną. Przed 1900 został odznaczony ustanowioną w 1896 honorową odznaką Krajowego Związku Ochotniczych Straży Pożarnych w Galicji za nieprzerwaną, walką i wierną służbę przez 30 lat. W 1906, z okazji jubileuszu 40-lecia służby otrzymał medal cesarski.
Zmożony chorobą pod koniec listopada 1911 został przewieziony z Dobromila do Krakowa. Zmarł na serce 7 grudnia 1911 w Krakowie. 10 grudnia 1911 został pochowany w grobowcu rodzinnym na cmentarzu Rakowickim w Krakowie (kwatera XIVA, rząd północno-wschodni).